# 織田幸男
織田 幸男（おりた ゆきお、1970年 - ）は『五分の一に入る生き方』（マーキュリー出版）の著者であり、株式会社グリーントラベルの代表取締役でもある。